# Натассія Мальті
Натассія Мальті (англ. Natassia Malthe;нар. 19 січня 1974 року) — норвезька модель і актриса.

## Біографія
Натассія є молодшою з двох дочок. Вона народилася в Норвегії, але наполовину філіппінка. У Канаді, Шотландії і Норвегії Мальті вчилась у танцювальних школах — Королівському балеті Вінніпега, Хореографічній академії Го і Норвезькому оперному театрі відповідно, де вона співала й танцювала в той час, як закінчувала середню школу. Пізніше вона переїхала до Лондона, Англія, для навчання у музичному театрі. Звідти вона вирушила до Канади і отримала свою першу роль на телебаченні.
У 2009 році знялася в ролі Мальті ельфа-мисливця за головами в мінісеріалі телеканалу Sci Fi Channel Лицарі сталевої крові.
Вона також бере участь у моделюванні і входить до числа Girls of Maxim і Toro Women.